# Кантагалло
Кантагалло (итал. Cantagallo) — коммуна в Италии, располагается в регионе Тоскана, в провинции Прато.
Население составляет 3 113 человек (31-5-2019), плотность населения составляет 32,54 чел./км². Занимает площадь 95,67 км². Почтовый индекс — 59025. Телефонный код — 0574.
Покровителем коммуны почитается святой Архангел Михаил, празднование 29 сентября.

## Демография
Динамика населения:

## Администрация коммуны
- Официальный сайт: http://www.comune.cantagallo.po.it/ Архивная копия от 2 апреля 2010 на Wayback Machine

## Примечание
1. ↑  Statistiche demografiche ISTAT. demo.istat.it. Дата обращения: 1 декабря 2019. Архивировано из оригинала 24 июля 2019 года.